# Inventario latino
Inventario latino è un album del cantautore italiano Bruno Lauzi pubblicato dall'etichetta discografica Five Record nel 1989.

## Tracce
Lato A
1. Inventario
2. Meno male
3. Il piccolo Rinaldi
4. L'albergo piccolino
5. Popoli turistici

Lato B
1. Io senza te, tu senza me
2. Non è non è
3. Clandestino
4. Ma perché
5. Ninnanonna a me

## Formazione
- Bruno Lauzi – voce, chitarra acustica
- Juan Carlos Biondini – chitarra acustica, charango, cuatro
- Candelo Cabezas – percussioni, chitarra acustica
- Vince Tempera – tastiera, pianoforte
- Massimo Luca – chitarra acustica
- Lauro Ferrarini – chitarra acustica
- Maurizio Lauzi – chitarra acustica, cori
- Ares Tavolazzi – basso
- Ellade Bandini – batteria
- Barney Kessel – chitarra elettrica
- Fernando Brusco – tromba
- Moreno Fassi – trombone
- Giancarlo Porro – sax
- Claudio Wally Allifranchini – sax
- Claudio Pascoli – sassofono tenore, sassofono soprano, sax alto
- Giulia Fasolino, Naimy Hackett, Silvio Pozzoli – cori